# Pointe-du-Buisson, musée québécois d'archéologie
Pointe-du-Buisson, musée québécois d'archéologie se trouve à Beauharnois au Québec (Canada). 

## Caractéristiques
Ce musée est situé sur le site archéologique de Pointe-du-Buisson, une pointe qui s'avance dans le fleuve Saint-Laurent. Il a été occupé en continu entre 5500 et 450 av. J.-C., ce qui constitue une durée inégalée par aucun autre site archéologique au Québec.
Le Département d'anthropologie de l'Université de Montréal a mené une trentaine de campagnes de fouilles entre 1977 à 2000, mettant au jour plus de 1 800 000 artefacts. 
En 1986, le site est converti en musée. Depuis 2006, il est classé site patrimonial et désigné lieu historique national du Canada et est membre d'Archéo-Québec.